# Hôtel Cornette
El Hotel Cornette (también conocido como Hotel Le Duc-Desnoues ) es una mansión privada ubicada en el número 12 de la Place des Victoires, lado norte de la plaza, entre el Hôtel Gigault de La Salle y la Rue Vide-Gousse en el 2 distrito  en París, Francia. 
Data de finales del XVII y fue clasificado como monumento histórico en 1962